# 5959 Shaklan
5959 Shaklan este un asteroid din centura principală de asteroizi.

## Descriere
5959 Shaklan este un asteroid din centura principală de asteroizi. A fost descoperit pe 2 iulie 1989 la Observatorul Palomar de Eleanor Francis Helin. Asteroidul prezintă o orbită caracterizată de o semiaxă mare de 3,19 ua, o excentricitate de 0,10 și o înclinație de 17,9° în raport cu ecliptica.